# Andrea Gabrieli
Andrea Gabrieli (ur. 1510 w Wenecji, zm. 30 sierpnia 1585 tamże) – włoski kompozytor i organista.
Prawdopodobnie był uczniem Adriana Willaerta. Od 1536 był chórzystą w weneckiej bazylice św. Marka, przez pewien czas (ok. 1550) śpiewał również w katedrze w Weronie. Starał się dwukrotnie o stanowisko organisty w bazylice św. Marka, lecz go nie uzyskał. Przed rokiem 1562 wyjechał do Niemiec podróżując w orszaku księcia Albrechta V Bawarskiego. Podczas podróży po Niemczech spotkał i zaprzyjaźnił się z Orlandem di Lasso, odwiedził liczne miasta (Norymbergę, Bamberg, Pragę, Würzburg, Frankfurt nad Menem); uczestniczył też w uroczystościach koronacji cesarza Maksymiliana II.
Tworzył głównie muzykę wokalną i wokalno-instrumentalną, pisaną w stylu polichóralnym, przeważnie religijną (msze, motety), oprócz tego pisał utwory instrumentalne (toccaty, ricercary na organy i inne instrumenty klawiszowe). Do jego najwybitniejszych uczniów należeli Giovanni Gabrieli (bratanek Andrei) oraz Hans Leo Hassler.